# Ono (Fidschi)
Ono ist eine Insel der Kadavu-Gruppe, ein Ableger von Kadavu, südlich von Viti Levu, einer der beiden Hauptinseln von Fidschi. Sie ist durch den Ono Channel von Kadavu getrennt.

## Geographie
Die Insel gehört zum Distrikt (tikina) Nakasaleka, zusammen mit den anderen Inseln im Norden von Viti Levu, unter anderem Vurolevu und Buliya. Vor der Küste von Onon liegen die winzigen Eilande Vurosewa, Dagairi Rocks, Naicibaciba, Alacrity Rocks, Vamboa Island, Vaboawiri Rock, Lanitua Island und die Küste ist insgesamt durch über 20 Kaps gegliedert.
Die vulkanische Insel ist im Südwesten eingeschlossen vom Great Astrolabe Reef. Sie hat eine Fläche von 30 km² und erreicht eine Höhe von 354 m (260 m). Sieben Dörfer befinden sich auf der Insel: Vabea (⊙), Waisomo (⊙), Narikoso (⊙), Naqara (⊙), Manuka (⊙), Naturu (⊙) und
Nukubalavu (⊙).

## Geschichte
Am 8. September 1836 ereignete sich ein Massaker, als die US Brigg Charles Daggett einen Wiederholungsbesuch auf einer Seegurken-(Schnecken)-Trockenstation machte. Die Station war 1831 von Kapitän Driver vom Schiff Clay aus Salem, Massachusetts, erbaut worden. Die Charles Dagget (Doggett) kehrte unter dem Kommando von Kapitän Batchelor (Bachelor) zurück mit dem Chief Officer Charles Shipman und einer Crew von 25 Seeleuten um Sea Slugs (Beach le Mar) zu laden.
Sie arbeiteten mit dem Chief Ro Vendovi und einer Gruppe Einheimischer zusammen.
Bei der Auseinandersetzung wurden 10 Personen getötet und 5 verwundet bei einer Crew von 25 Personen. Darunter: Charles Shipman, 1st Officer, Benjamin Barton, trading master, John Clark, seaman, William Wall, seaman, John Evans, seaman, Eggbert Smith, seaman; ein Schwarzer, Name unbekannt; ein Boy, name unbekannt, sowie zwei Tahitianer. Weil der First Officer, Charles Shipman, getötet worden war, wurde nach der Rückkehr in die Vereinigten Staaten eine gerichtliche Untersuchung durchgeführt (full court of inquiry). Der US Navy Trial kam zu keinem Ergebnis und sprach einen offenen Haftbefehl aus um irgend jemanden, der an dem Massaker beteiligt war, zur Befragung in die Vereinigten Staaten zu bringen. Dieser Haftbefehl wurde der United States Exploring Expedition mitgegeben, die am 18. August 1938 zu einer Weltumseglung von Newport News, Virginia, aufbrach und am 10. Juni 1842 zurückkehrte. Als die US Exploring Expedition schließlich 1841 Rewa besuchte, wurde Ro Vendovi gefangen genommen und in die Vereinigten Staaten gebracht um in der Affäre befragt zu werden. Vendovi überlebte zwar den Trip um die Welt von Fidschi nach Brooklyn, New York Navy Hospital, wo er jedoch wenige Stunden nach der Ankunft verstarb. Die Sammelstücke, Pflanzen und Kunsthandwerk-Stücke, die während der Expedition gesammelt wurden bildeten den Grundstock der Smithsonian Institution. Auch Vendovis persönlichen Gegenstände, sowie sein Schädel und Kiefer (ascension #242) sind noch heute Teil der Sammlung des Anthropology Department.

## Kultur
Ono ist bekannt für seine alte Methode der Fermentation von Brotfrucht, Kochbanane und Taro im Erdboden. Die Nahrung wird in einem Loch im Boden, teilweise über mehrere Jahre, aufbewahrt zur Vorsorge für Notfälle. Die Einwohner leben hauptsächlich von Subsistenz-Wirtschaft; ein Wiederaufforstungs-Programm mit Kiefern-Setzlingen wird gerade durchgeführt.